# Tracy-le-Val
Tracy-le-Val est une commune française située dans le département de l'Oise, dans la région naturelle du compiegnois en région Hauts-de-France.

## Géographie
|        | Carlepont     |                     |
| Bailly | Tracy-le-Val  | Moulin-sous-Touvent |
|        | Tracy-le-Mont |                     |

### Hydrographie

#### Réseau hydrographique
La commune est située dans le bassin Seine-Normandie. Elle est drainée par le ru du Daniel et le fossé Cadot,,.

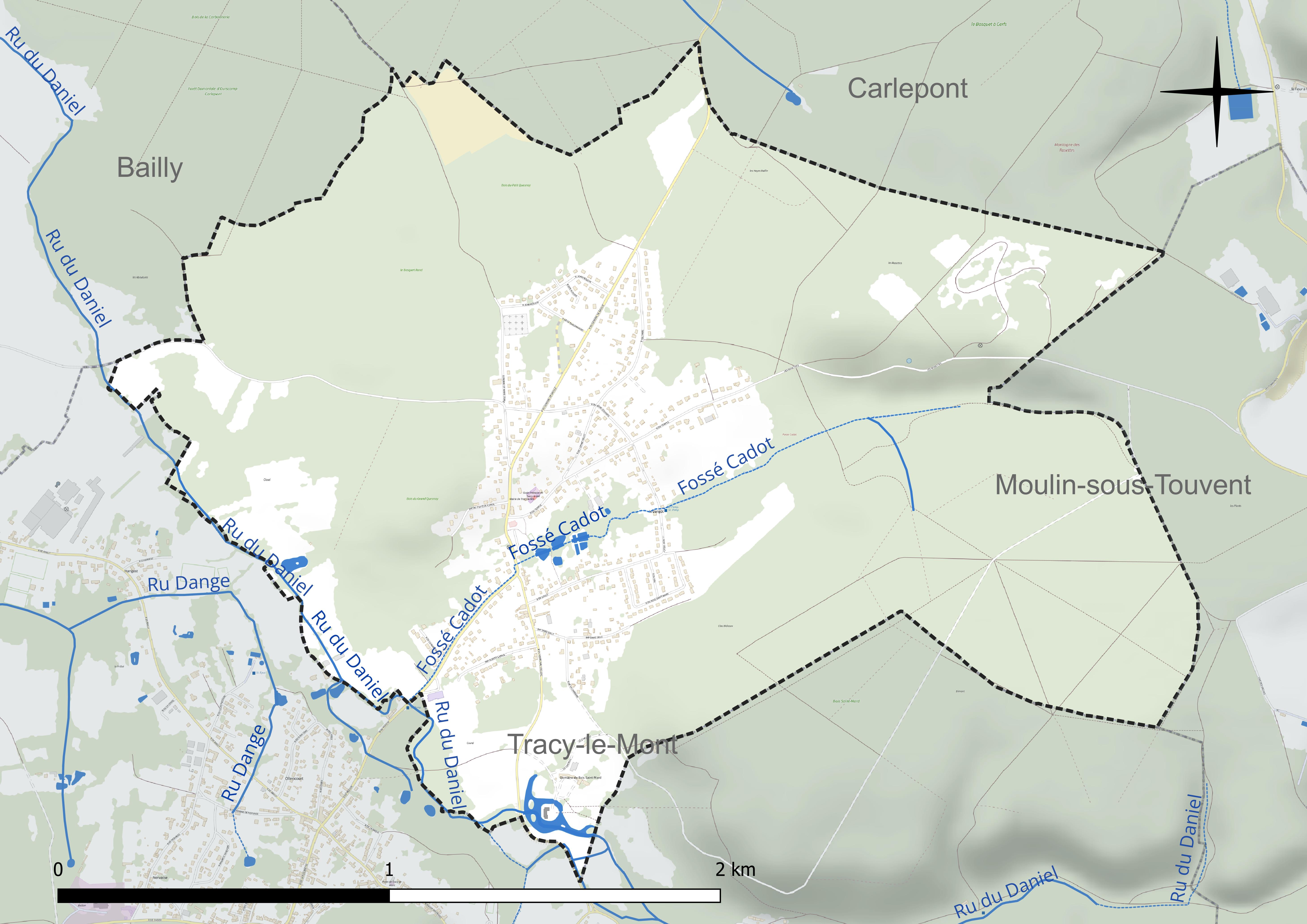
Réseau hydrographique de Tracy-le-Val.

#### Gestion et qualité des eaux
Le territoire communal est couvert par le schéma d'aménagement et de gestion des eaux (SAGE) « Sensée ». Ce document de planification concerne un territoire de 1 013 km2 de superficie, délimité par le bassin versant de l'Oise moyenne. Le périmètre a été arrêté le 24 avril 2017 et le SAGE est, en 2024, encore en élaboration. La structure porteuse de l'élaboration et de la mise en œuvre est le syndicat mixte du SAGE Oise-Moyenne (SMOM). 
La qualité des cours d'eau peut être consultée sur un site dédié géré par les agences de l'eau et l'Agence française pour la biodiversité. 

### Climat
Pour des articles plus généraux, voir Climat des Hauts-de-France et Climat de l'Oise.
En 2010, le climat de la commune est de type climat océanique dégradé des plaines du Centre et du Nord, selon une étude du CNRS s'appuyant sur une série de données couvrant la période 1971-2000. En 2020, Météo-France publie une typologie des climats de la France métropolitaine dans laquelle la commune est dans une zone de transition entre le climat océanique et le climat océanique altéré et est dans la région climatique  Nord-est du bassin Parisien, caractérisée par un ensoleillement médiocre, une pluviométrie moyenne régulièrement répartie au cours de l'année et un hiver froid (3 °C). 
Pour la période 1971-2000, la température annuelle moyenne est de 10,6 °C, avec une amplitude thermique annuelle de 14,9 °C. Le cumul annuel moyen de précipitations est de 731 mm, avec 11,3 jours de précipitations en janvier et 8,9 jours en juillet. Pour la période 1991-2020, la température moyenne annuelle observée sur la station météorologique la plus proche, située sur la commune de Margny-lès-Compiègne à 15 km à vol d'oiseau, est de 11,2 °C et le cumul annuel moyen de précipitations est de 633,5 mm,. Pour l'avenir, les paramètres climatiques de la commune estimés pour 2050 selon différents scénarios d'émission de gaz à effet de serre sont consultables sur un site dédié publié par Météo-France en novembre 2022.

## Urbanisme

### Typologie
Au 1er janvier 2024, Tracy-le-Val est catégorisée bourg rural, selon la nouvelle grille communale de densité à sept niveaux définie par l'Insee en 2022.
Elle appartient à l'unité urbaine de Tracy-le-Mont, une agglomération intra-départementale regroupant deux  communes, dont elle est une commune de la banlieue,,. Par ailleurs la commune fait partie de l'aire d'attraction de Compiègne, dont elle est une commune de la couronne,. Cette aire, qui regroupe 101 communes, est catégorisée dans les aires de 50 000 à moins de 200 000 habitants,.

### Occupation des sols
L'occupation des sols de la commune, telle qu'elle ressort de la base de données européenne d'occupation biophysique des sols Corine Land Cover (CLC), est marquée par l'importance des forêts et milieux semi-naturels (73,5 % en 2018), en diminution par rapport à 1990 (74,7 %). La répartition détaillée en 2018 est la suivante : 
forêts (73,5 %), zones urbanisées (17,1 %), prairies (9,4 %). L'évolution de l'occupation des sols de la commune et de ses infrastructures peut être observée sur les différentes représentations cartographiques du territoire : la carte de Cassini (XVIIIe siècle), la carte d'état-major (1820-1866) et les cartes ou photos aériennes de l'IGN pour la période actuelle (1950 à aujourd'hui).

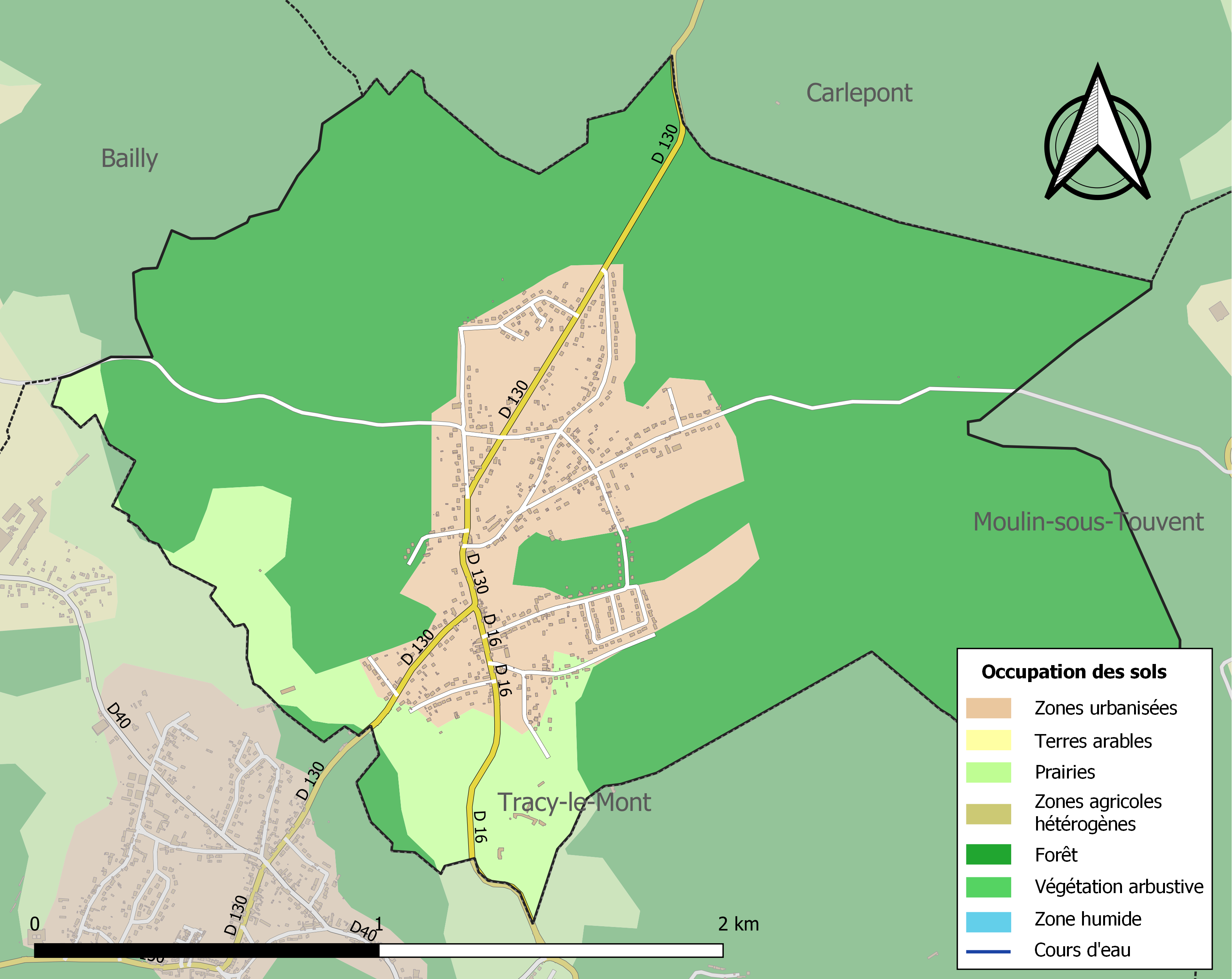
Carte des infrastructures et de l'occupation des sols de la commune en 2018 (CLC).

### Voies de communication et transports
La commune est desservie, en 2023, par les lignes 665, 6332 et 6334 du réseau interurbain de l'Oise.

## Toponymie
Le nom de la localité est attesté sous les formes Trapiacus (814) ; Trapiacus in valle (Xe) ; altare de Trachis (1146) ; Traciacum inferius (1150) ; Dragiacum (XIIe) ; Trachi le val (vers 1240) ; Trachi in valle (1362) ; Tracy le Val (1534).

Tracy-le-Val est situé dans un vallée.

## Héraldique
| Blason de Tracy-le-Val | Blason  | Parti : au 1er d'azur au lion d'argent, au 2e de sinople à saint Sébastien martyr contourné d'argent ; le tout sommé d'un chef de gueules à la croix d'argent. |
| Blason de Tracy-le-Val | Détails | Le statut officiel du blason reste à déterminer. |

## Politique et administration
| Période                                  | Période                    | Identité              | Étiquette | Qualité |
| ---------------------------------------- | -------------------------- | --------------------- | --------- | ------- |
| Les données manquantes sont à compléter. |                            |                       |           |         |
| 1995                                     | 2014                       | M. Christian Venditti | PRG       |         |
| mars 2014                                | En cours (au 30 mars 2014) | M. Claude Servais     |           |         |

## Population et société

### Démographie

#### Évolution démographique
L'évolution du nombre d'habitants est connue à travers les recensements de la population effectués dans la commune depuis 1793. Pour les communes de moins de 10 000 habitants, une enquête de recensement portant sur toute la population est réalisée tous les cinq ans, les populations de référence des années intermédiaires étant quant à elles estimées par interpolation ou extrapolation. Pour la commune, le premier recensement exhaustif entrant dans le cadre du nouveau dispositif a été réalisé en 2004.

En 2022, la commune comptait 1 041 habitants, en évolution de −6,13 % par rapport à 2016 (Oise : +0,87 %, France hors Mayotte : +2,11 %).
| 1793 | 1800 | 1806 | 1821 | 1831 | 1836 | 1841 | 1846 | 1851 |
| ---- | ---- | ---- | ---- | ---- | ---- | ---- | ---- | ---- |
| 315  | 354  | 390  | 320  | 331  | 361  | 334  | 367  | 367  |

| 1856 | 1861 | 1866 | 1872 | 1876 | 1881 | 1886 | 1891 | 1896 |
| ---- | ---- | ---- | ---- | ---- | ---- | ---- | ---- | ---- |
| 390  | 416  | 370  | 360  | 414  | 394  | 432  | 491  | 532  |

| 1901 | 1906 | 1911 | 1921 | 1926 | 1931 | 1936 | 1946 | 1954 |
| ---- | ---- | ---- | ---- | ---- | ---- | ---- | ---- | ---- |
| 580  | 573  | 589  | 243  | 299  | 259  | 241  | 237  | 262  |

| 1962 | 1968 | 1975 | 1982 | 1990 | 1999 | 2004 | 2006 | 2009 |
| ---- | ---- | ---- | ---- | ---- | ---- | ---- | ---- | ---- |
| 287  | 314  | 478  | 657  | 817  | 860  | 818  | 817  | 988  |

| 2014  | 2019  | 2022  | - | - | - | - | - | - |
| ----- | ----- | ----- | - | - | - | - | - | - |
| 1 088 | 1 068 | 1 041 | - | - | - | - | - | - |

#### Pyramide des âges
La population de la commune est relativement jeune.
En 2018, le taux de personnes d'un âge inférieur à 30 ans s'élève à 33,6 %, soit en dessous de la moyenne départementale (37,3 %). À l'inverse, le taux de personnes d'âge supérieur à 60 ans est de 22,2 % la même année, alors qu'il est de 22,8 % au niveau départemental.
En 2018, la commune comptait 558 hommes pour 524 femmes, soit un taux de 51,57 % d'hommes, largement supérieur au taux départemental (48,89 %).
Les pyramides des âges de la commune et du département s'établissent comme suit.
| Hommes | Classe d’âge | Femmes |
| ------ | ------------ | ------ |
| 0,2    | 90 ou +      | 0,2    |
| 4,9    | 75-89 ans    | 5,2    |
| 17,2   | 60-74 ans    | 16,8   |
| 22,9   | 45-59 ans    | 22,2   |
| 19,2   | 30-44 ans    | 24,0   |
| 12,7   | 15-29 ans    | 12,6   |
| 22,9   | 0-14 ans     | 19,0   |

| Hommes | Classe d’âge | Femmes |
| ------ | ------------ | ------ |
| 0,5    | 90 ou +      | 1,4    |
| 5,5    | 75-89 ans    | 7,6    |
| 15,6   | 60-74 ans    | 16,3   |
| 20,8   | 45-59 ans    | 20     |
| 19,4   | 30-44 ans    | 19,4   |
| 17,6   | 15-29 ans    | 16,2   |
| 20,6   | 0-14 ans     | 19,1   |

## Lieux et monuments

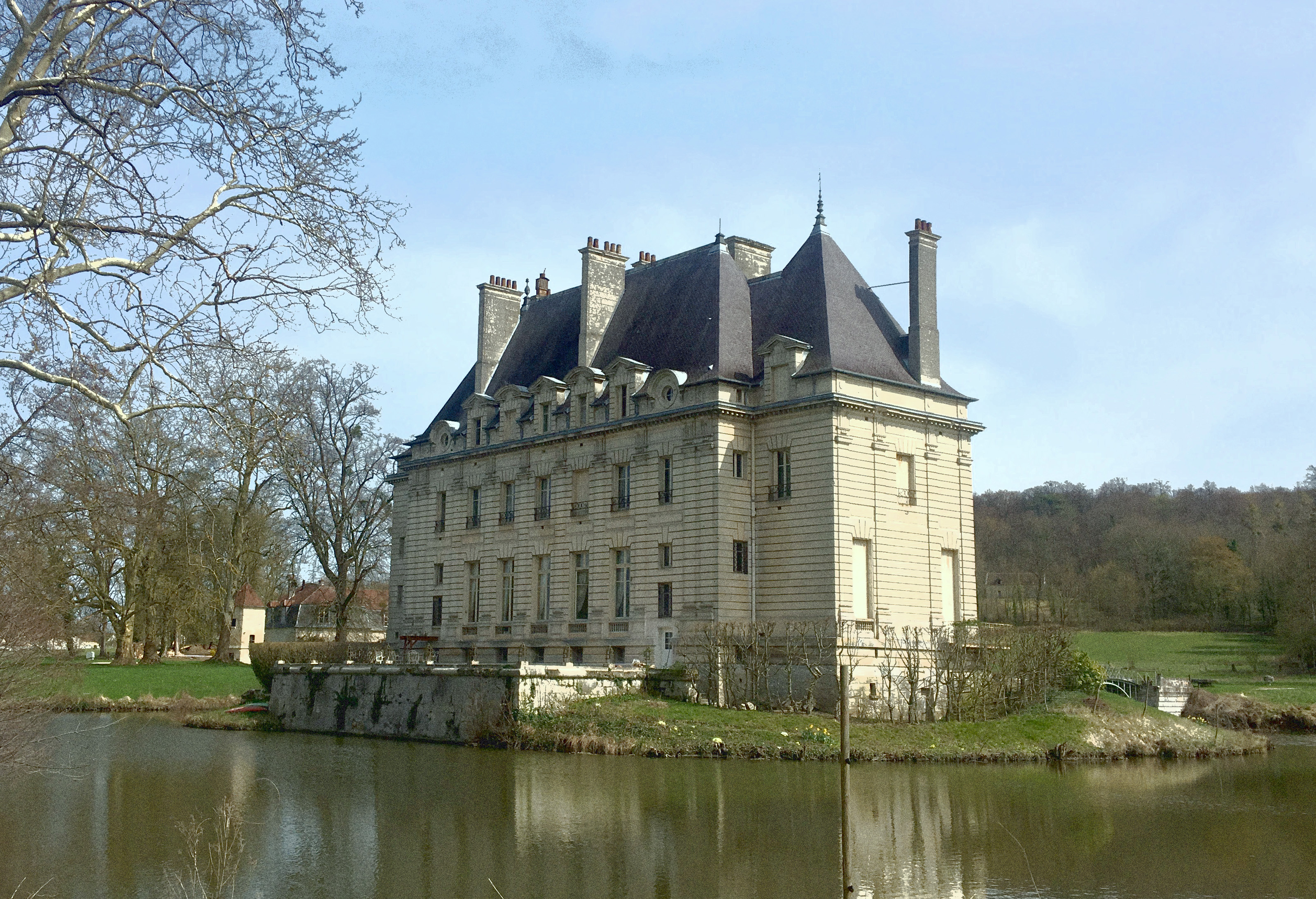
Château de Tracy-le-Val.

- L'église Saint-Éloi du XIIe siècle et reconstruite après la Première Guerre mondiale. Elle est classée « Monument historique » en 1840.
- le village a pour petit commerce une boulangerie.
- L'ancien château de Tracy-le-Val ayant appartenu au comte Louis de L'Aigle, puis à son fils Victor de l'Aigle, puis au fils de ce dernier, Henri de L'Aigle. Il est reconstruit en 1882 d'après des plans de l'architecte Ernest Sanson, pour la fille de ce dernier, Mathilde de L'Aigle (1836-1916), épouse de Maurice, marquis de Ganay. Épargnée par les combats de la Première Guerre mondiale, cette demeure subsiste aujourd'hui[25].